# Bulgaria la Concursul Muzical Eurovision Junior
Bulgaria a debutat la Concursul Muzical Eurovision Junior in anul 2007. 
Prima piesă a Bulgariei, "Bonbolandiya", a terminat pe locul 7 la Rotterdam, Țările de Jos, iar doua intrare a Bulgariei, "Edna mechta",interpretată de Krestiana Kresteva s-a clasat pe ultimul loc.
În 2009, BNT a anunțat că se retrage din Concursul Muzical Eurovision Junior. Bulgaria a revenit 2 ani mai târziu, în 2011, după care s-a retras din nou.
În iulie 2014, postul public bulgar a anunțat că Bulgaria va reveni în concurs. Odată cu confirmarea participării, s-a anunțat și reprezentantul țării, Krisia Todorova.

## Rezultate

#### Legendă:
Câștigător
     Locul al doilea
     Locul al treilea
     Ultimul loc
| An   | Gazda     | Artist                  | Titlu                                       | Poziție | Puncte |
| ---- | --------- | ----------------------- | ------------------------------------------- | ------- | ------ |
| 2007 | Rotterdam | Bon-Bon                 | "Bonbolandiya" (Бонболандия)                | 7       | 86     |
| 2008 | Limassol  | Krastyana Krasteva      | "Edna mechta" (Една мечта)                  | 15      | 15     |
| 2011 | Erevan    | Ivan Ivanov             | "Supergeroy" (Супергерой)                   | 8       | 60     |
| 2014 | Malta     | Krisia, Hasan & Ibrahim | "Planetata na detsata"(Планетата на децата) | 2       | 147    |
| 2015 | Sofia     | Gabriela Yordanova      | ''Colour of the hope''(Цветът на надеждата) | 9       | 62     |
| 2016 | Valletta  | Lidia Ganeva            | "Magical Day (Valsheben den)"               | 9       | 161    |
| 2021 | Paris     | Denislava & Martin      | "Voice of Love"                             | 16      | 77     |

## Istoria voturilor (2007-2011)
| Pozitie | Țară                | Puncte |
| ------- | ------------------- | ------ |
| 1       | Georgia             | 23     |
| 2       | Armenia             | 20     |
| =       | Rusia               | 20     |
| 4       | Republica Macedonia | 19     |
| =       | Belarus             | 19     |

| Pozitie | Țară                | Puncte |
| ------- | ------------------- | ------ |
| 1       | Republica Macedonia | 22     |
| 2       | Georgia             | 12     |
| 3       | Belgia              | 11     |
| 4       | Suedia              | 8      |
| =       | Țările de Jos       | 8      |